# Borsos Tamás (tanár)
Borsos Tamás, egyes forrásokban Ozdi Tamás vagy Uzdi Tamás (17. század) unitárius tanár.

## Élete
Szinnyei szerint feltehetőleg Borsos Tamásnak, Bethlen Gábor követének fia volt; Kelemen Lajos Segesvári Bálint krónikája alapján biztosra állítja, hogy apja Uzdi (Ozdi) István kolozsvári vargamester volt.
Tíz évig utazgatott külföldön. A paduai egyetemen, ahol tanulmányait végezte, 1632. május 27-én orvos- és bölcsészettudományi fokozatot nyert; hazatérve, Kolozsváron unitárius tanár és rektor lett, itt kelt egybe Ádám Annával 1638-ban. 1638-ban lemondott az igazgatóságról. Orvosként is praktizált.
Ekkor kezdte apósa, Ádám János jegyzőkönyvébe naplóját írni, mely saját élete leírásán és családi dolgain kívül, több, a hazai történelemre vonatkozó értékes közlést foglal magában 1647-ig. Az eredeti jegyzőkönyveket Pákey Lajos (az azonos nevű építész édesapja) a Magyar Tudományos Akadémiának ajándékozta; magyarázó jegyzetei a M. Akad. Értesítőben (1854. 213. l.) jelentek meg.